# Literacka Nagroda Warmii i Mazur

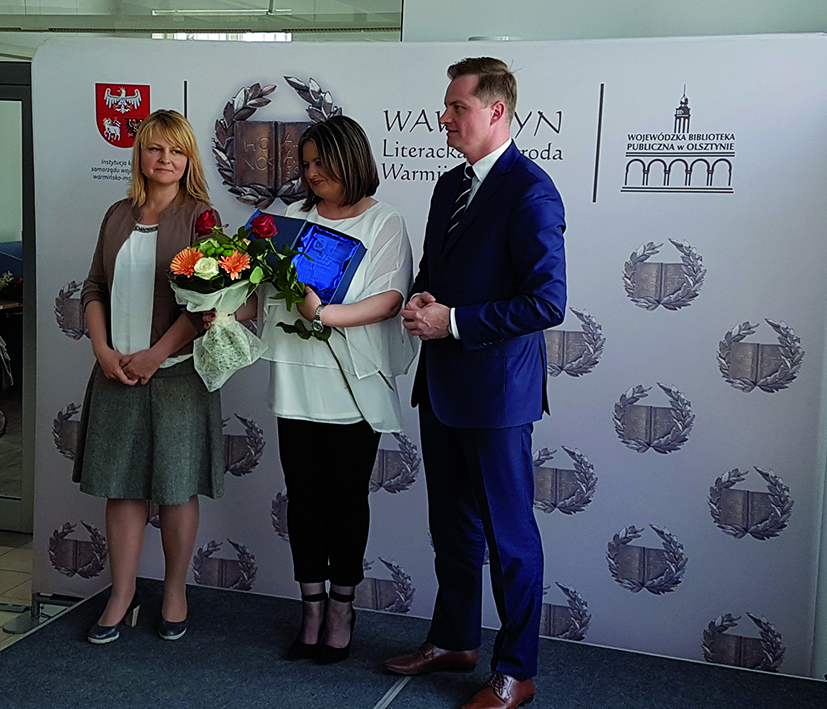
Literacka Nagroda Warmii i Mazur „Wawrzyn”

Literacka Nagroda Warmii i Mazur „Wawrzyn” – nagroda przyznawana corocznie od 2005 przez Kapitułę działającą przy Wojewódzkiej Bibliotece Publicznej w Olsztynie. Zainicjowana została przez Zarząd Polskiego Towarzystwa Czytelniczego działającego przy WBP w Olsztynie. 
Do konkursu zgłaszane są książki biograficznie, tematycznie lub twórczo związane z regionem. Prawo zgłoszenia mają dziennikarze, wydawcy, księgarze, bibliotekarze, instytucje kultury i czytelnicy. Laureata wyłania kapituła nagrody, powołana przez organizatora imprezy. Dodatkowo przyznawany jest też "Wawrzyn Czytelników". Jej laureat wyłaniany jest głosami telewidzów olsztyńskiego oddziału TVP, słuchaczy Radia Olsztyn oraz czytelników Gazety Olsztyńskiej.
Patronat Honorowy nad nagrodą sprawuje Marszałek Województwa Warmińsko-Mazurskiego.

## Laureaci

### Wawrzyn (za dany rok)
- 2004 – Andrzej Rzempołuch, Architektura i urbanistyka Olsztyna 1353-1953, Agencja Wydawnicza Remix/Urząd Miasta Olsztyn
- 2005 – Erwin Kruk, Znikanie, Mazurskie Towarzystwo Ewangelickie
- 2006 – Kazimierz Orłoś, Dziewczyna z ganku, Wydawnictwo Literackie
- 2007 – Włodzimierz Kowalewski, Excentrycy, Wydawnictwo W.A.B.
- 2008 – Kazimierz Brakoniecki, Historie bliskoznaczne, wyd. Nowy Świat
- 2009 – Krzysztof Beśka, Fabryka frajerów, wyd. Nowy Świat
- 2010 – Mariusz Sieniewicz, Miasto szklanych słoni, Wydawnictwo Znak
- 2011 – Tomasz Białkowski, Teoria ruchów Vorbla, wyd. JanKa
- 2012 – Zbigniew Waszkielewicz, Wujek Ziuniek. Na długie zimowe wieczory, Novae Res
- 2013 – Tomasz Cichocki, Zew oceanu. 312 dni samotnego rejsu dookoła świata, Wydawnictwo Carta Blanca (Grupa Wydawnicza PWN)
- 2014 – Michał Olszewski, Najlepsze buty na świecie, Wydawnictwo Czarne
- 2015 – Erwin Kruk, Nieobecność, Stowarzyszenie Pisarzy Polskich. Oddział Olsztyn
- 2016 – Alicja Bykowska-Salczyńska, Cno, Stowarzyszenie Pisarzy Polskich. Oddział Olsztyn
- 2017 – Jakub Żulczyk, Wzgórze psów, wyd. Świat Książki
- 2018 – Anna Matysiak, Tyle nieznanych ryb, wyd. Convivo
- 2019 – Bogdan Pniewski, Nóż w plecy, czyli wspomnienia muzykantów, Novae Res[1]
- 2020 – Wacław Sobaszek, Spiski życiowe, Stowarzyszenie Węgajty[2]
- 2021 – Katarzyna Surmiak-Domańska, Czystka, Wydawnictwo Czarne[3]
- 2022 – Ishbel Szatrawska, Żywot i śmierć Pana Hersha Libkina z Sacramento w stanie Kalifornia, Wydawnictwo Cyranka[4]
- 2023 – Ishbel Szatrawska, Toń, Wydawnictwo Cyranka[5]
- 2024 – Eliza Kącka, Wczoraj byłaś zła na zielono, Wydawnictwo Karakter[6]

### Wawrzyn Czytelników (za dany rok)
- 2004 – ksiądz Alfred Jagucki, Mazurskie dole i niedole, Mazurskie Towarzystwo Ewangelickie
- 2005 – Erwin Kruk, Znikanie, Mazurskie Towarzystwo Ewangelickie
- 2006 – Joanna Wilengowska, Zęby, Korporacja Ha!art
- 2007 – Szymon Drej, Święta Warmia, Pracownia Wydawnicza „ElSet”
- 2008 – Tomasz Białkowski, Zmarzlina, wyd. Prószyński i S-ka
- 2009 – Krzysztof Beśka, Fabryka frajerów, wyd. Nowy Świat
- 2010 – Artur Nichthauser, Znalezione w biurku, wyd. Medical Education
- 2011 – Waldemar Kontewicz, Braniewnik, wyd. Mamiko
- 2012 – Zbigniew Waszkielewicz, Wujek Ziuniek. Na długie zimowe wieczory, Novae Res
- 2013 – Tomasz Cichocki, Zew oceanu. 312 dni samotnego rejsu dookoła świata, Wydawnictwo Carta Blanca (Grupa Wydawnicza PWN)
- 2014 – Mariusz Sieniewicz, Walizki hipochondryka, Wydawnictwo Znak
- 2015 – Joanna Żamejć, Nawrócenie wiedźmy. Magiczno-historyczna powieść z czasów pruskich, Pracownia Wydawnicza „ElSet”
- 2016 – Joanna Jax, Saga von Becków, Wydawnictwo Videograf
- 2017 – Jakub Żulczyk, Wzgórze psów, wyd. Świat Książki
- 2018 – Wojciech Hieronymus Borkowski, List z detencji, wyd. COVIVO Anna Matysiak
- 2019 – Andrzej Zubkowicz, W uchu pamięci, Oficyna Wydawnicza Retman
- 2020 – Marcin Cielecki, Archipelag Lewiatana, Wydawnictwo JanKa
- 2021 – Aleksandra Dobies, Uroczysko, Miejska Biblioteka Publiczna w Olsztynie
- 2022 – Michał Ostrowski, Młynarski. Światowe życie, Wydawnictwo Szelest
- 2023 – Ishbel Szatrawska, Toń, Wydawnictwo Cyranka
- 2024 – Eliza Kącka, Wczoraj byłaś zła na zielono, Wydawnictwo Karakter

### Wyróżnienie honorowe za szczególne walory edytorskie i poznawcze (za dany rok)
- 2008 – Archeologiczne księgi inwentarzowe dawnego Prussia-Museum, red. nauk. Anna Bitner-Wróblewska, Pracownia Wydawnicza „ElSet”
- 2009 – Księga Ogniw - Mapy Pamięci, oprac. Ryszard Michalski, Marek Ruczko i Maciej Żurek, Stowarzyszenie "Tratwa"
- 2010 – Setnik bajek Ignacego Krasickiego, oprac. Krystyna Stasiewicz, Pracownia Wydawnicza „ElSet”
- 2011 – Historia Warmii i Mazur, Stanisław Achremczyk, Ośrodek Badań Naukowych im. W. Kętrzyńskiego w Olsztynie[7]
- 2012 – Elbląg: życie codzienne w porcie hanzeatyckim, Joanna Fonferek, Mirosław Marcinkowski i Urszula Sieńkowska, Muzeum Archeologiczno-Historyczne w Elblągu[8]
- 2013 – dwa równorzędne Wyróżnienia Honorowe:
  - Oficyna Wydawnicza „Retman” za serię wydawniczą Miniatury Mazurskie
  - BWA Galeria Sztuki w Olsztynie za książkę Wesele ptasząt. Piosenka mazurska, oprac. Zbigniew Chojnowski, il. Józef Wilkoń
- 2014 – Czarci Ostrów. Wielki zbiór podań ludowych z Mazur, Jerzy Marek Łapo, Oficyna Wydawnicza „Retman”
- 2015 – Smerek życie za trzech, red. Agnieszka Kacprzyk i Orest Kantor, BWA Galeria Sztuki w Olsztynie/Agencja Smerek-Kantor/Wydawnictwo Czarna Łapa[9]
- 2016 – Porcelana dalekowschodnia: z badań archeologicznych na Starym Mieście w Elblągu, dyr. dr Maria Kasprzycka, Muzeum Archeologiczno-Historycznego w Elblągu[10]
- 2017 – Słynne płyty, słynne okładki, Jerzy Kurowski, wydanie własne[11]
- 2018 – Dawne Nowe Miasto Lubawskie w stu ilustrowanych opowieściach, Dariusz Andrzejewski, Oficyna Wydawnicza „Retman”[12][13]
- 2019 – Malarstwo Warmińskiego Lasu, Henryk Cirut, Cirut design[14]
- 2020 – Wileńskie tradycje olsztyńskiej chirurgii, Jan Zygmunt Trusewicz, Pracownia Wydawnicza „ElSet”[15]
- 2021 – Zagubione Wioski Puszczy Piskiej. Tom I, Tom II,  Krzysztof A. Worobiec, wyd. Austeria
- 2022 – Bajki o ludziach, Ignacy Krasicki, Stowarzyszenie Kobiet „Miej Marzenia”, Oranżeria Kultury w Lidzbarku Warmińskim[16]
- 2023 – Być w Skorpenie, Marek Krzynowek, Akademicki Klub Płetwonurków "Skorpena"
- 2024 – dwa równorzędne wyróżnienia:
  - album Grus grus. Warmińskie żurawie, Andrzej „Szczurek” Waszczuk
  - pop-up book Jak być dzieckiem po siedemdziesiątce, Olsztyński Teatr Lalek

### Nagroda specjalna
- 2024 – Joanna Wilengowska, Król Warmii i Saturna, Wydawnictwo Czarne[6]

## Nominacje
2004
- Kazimierz Brakoniecki, Ciałość, wyd. Nowy Świat
- Alfred Jagucki, Mazurskie dole i niedole, Mazurskie Towarzystwo Ewangelickie
- Wojciech Kass, Pękniete struny pełni. Wokół Konstantego Ildefonsa Gałczyńskiego, Agencja „WIT” Witold Mierzejewski
- Erwin Kruk, Skurpski, Mazurskie Towarzystwo Ewangelickie
- Andrzej Rzempołuch, Architektura i urbanistyka Olsztyna 1353-1953, Agencja Wydawnicza Remix/Urząd Miasta Olsztyn

2005
- Kazimierz Brakoniecki, Ziemiec, Wspólnota Kulturowa Borussia
- Alicja Bykowska-Salczyńska, Śnieżnik. Wiersze elektroniczne, Polskie Towarzystwo Czytelnicze
- Wojciech Kass, Gwiazda Głóg, wyd. Iskry
- Erwin Kruk, Znikanie, Mazurskie Towarzystwo Ewangelickie
- Mariusz Sieniewicz, Żydówek nie obsługujemy, Wydawnictwo W.A.B.

2006
- Tomasz Białkowski, Pogrzeby: przypowieść w trzech odsłonach, wyd. Portret
- Janusz B. Kozłowski, Dawna Ostróda: obrazy z życia wschodniopruskiego miasta, Retman/Baobab
- Kazimierz Orłoś, Dziewczyna z ganku, Wydawnictwo Literackie
- Piotr Piaszczyński, Mężczyzna z zapałkami, Stowarzyszenie Pisarzy Polskich. Oddział Olsztyn
- Joanna Wilengowska, Zęby, Korporacja Ha!art

2007
- Kazimierz Brakoniecki, Europa Minor, Wydawnictwo IBIS
- Szymon Drej, Święta Warmia, Pracownia Wydawnicza „ElSet”
- Włodzimierz Kowalewski, Excentrycy, Wydawnictwo W.A.B.
- Iwona Liżewska, Tradycyjne budownictwo wiejskie na Warmii i Mazurach, Wspólnota Kulturowa Borussia
- Mariusz Sieniewicz, Rebelia, Wydawnictwo W.A.B.

2008
- Tomasz Białkowski, Zmarzlina, wyd. Prószyński i S-ka
- Kazimierz Brakoniecki, Historie bliskoznaczne, wyd. Nowy Świat
- Wojciech Kass, Wiry i sny, Towarzystwo Przyjaciół Sopotu
- Mirosław Słapik, Szurga, wyd. Z bliska
- Joanna Wańkowska-Sobiesiak, Buty Agaty, Wydawnictwo Studio Poligrafii Komputerowej „SQL”

2009
- Krzysztof Beśka, Fabryka frajerów, wyd. Nowy Świat
- Kazimierz Brakoniecki, Polak, Niemiec i Pan Bóg: olsztyńskie szkice osobiste, Wspólnota Kulturowa Borussia
- Erwin Kruk, Spadek: zapiski mazurskie 2007-2008, Retman/Polskie Towarzystwo Czytelnicze
- Piotr Piaszczyński, Moleskine, wyd. Portret
- Marta Syrwid, Zaplecze, Wydawnictwo W.A.B.

2010
- Tamara Bołdak-Janowska, Ceremonia węglowa, Wspólnota Kulturowa Borussia
- Gaja Grzegorzewska, Topielica, wyd. EMG
- Artur Nichthauser, Znalezione w biurku, wyd. Medical Education
- Filip Onichimowski, Człowiek z Palermo, wyd. JanKa
- Mariusz Sieniewicz, Miasto Szklanych Słoni, Wydawnictwo Znak

2011
- Waldemar Kontewicz, Braniewnik, wyd. Mamiko
- Kazimierz Brakoniecki, Dziennik berliński, FORMA/Stowarzyszenie OFFicyna
- Leszek Adamczewski, Łuny nad jeziorami, wyd. Replika
- Waldemar Mierzwa, Miasteczko, Oficyna Retman
- Tomasz Białkowski, Teoria ruchów Vorbla, wyd. JanKa

2012
- Kazimierz Brakoniecki, Chiazma, Towarzystwo Przyjaciół Sopotu
- Włodzimierz Kowalewski, Ludzie moralni, Wydawnictwo Literackie
- Kazimierz Orłoś, Dom pod Lutnią, Wydawnictwo Literackie
- Mariusz Sieniewicz, Spowiedź śpiącej królewny, Wydawnictwo Znak
- Zbigniew Waszkielewicz, Wujek Ziuniek: na długie zimowe wieczory, Novae Res

2013
- Anna Arno, Niebezpieczny poeta. Konstanty Ildefons Gałczyński, Wydawnictwo Znak
- Tomasz Cichocki, Zew oceanu. 312 dni samotnego rejsu dookoła świata, Wydawnictwo Carta Blanca (Grupa Wydawnicza PWN)
- Paweł Jaszczuk, Ochronka Anioła Stróża, wyd. Oficynka
- Wacław Radziwinowicz, Gogol w czasach Google’a. Korespondencje z Rosji 1998-2012, Wydawnictwo Agora
- Marta Syrwid, Bogactwo, wyd. Lampa i Iskra Boża

2014
- Zygmunt Miłoszewski, Gniew, Wydawnictwo W.A.B.
- Michał Olszewski, Najlepsze buty na świecie, Wydawnictwo Czarne
- Mariusz Sieniewicz, Walizki hipochondryka, Wydawnictwo Znak
- Joanna Wańkowska-Sobiesiak, Serwus chrabąszcze, wyd. Littera
- Jakub Żulczyk, Ślepnąc od świateł, wyd. Świat Książki

2015
- Marcin Cielecki, Miasto wewnętrzne: latopis, Homini Wydawnictwo Benedyktynów
- Erwin Kruk, Nieobecność, Stowarzyszenie Pisarzy Polskich. Oddział Olsztyn
- Marta Szarejko, Zaduch: trzydziestolatkowie z małych miasteczek w wielkim mieście, PWN
- Jerzy Woźniak, Mazur, wyd. Akces
- Joanna Żamejć, Nawrócenie wiedźmy: magiczno-historyczna powieść z czasów pruskich, Pracownia Wydawnicza „ElSet”

2016
- Alicja Bykowska-Salczyńska, Cno, Stowarzyszenie Pisarzy Polskich. Oddział Olsztyn
- Joanna Jax, Saga von Becków, Wydawnictwo Videograf
- Ewa Kozłowska, Krótkie historie, wydanie własne
- Katarzyna Matwiejczuk, Jura, Stowarzyszenie Pisarzy Polskich. Oddział Olsztyn
- Wacław Radziwinowicz, Crème de la Kreml: 172 opowieści o Rosji, Wydawnictwo Agora

2017
- Jakub Żulczyk, Wzgórze psów, wyd. Świat Książki

- Aida Amer, Kroniki z życia ptaków i ludzi, wyd. Nasza Księgarnia
- Przemysław Borkowski, Zakładnik, wyd. Czwarta Strona
- Mariusz Sieniewicz, Plankton, Wydawnictwo Znak
- Kazimierz Brakoniecki, Notes kurlandzki, wyd. Convivo

2018
- Krzysztof Bochus, Szkarłatna głębia, wyd. Skarpa Warszawska

- Wojciech Borkowski, List z detencji, wyd. COVIVO Anna Matysiak
- Antoni Janowski, Marcepan na kredyt, wyd. Miniatura

- Anna Matysiak, Tyle nieznanych ryb, wyd. Convivo

- Kazimierz Kaz-Ostaszewicz, A działo się to w Elblągu, Ludowa Spółdzielnia Wydawnicza

2019
- Kacper Kotulak, Początek, koniec, hot dogi, Wydawnictwo Gmork
- Jakub Michalczenia, Gigusie, Korporacja Ha!art
- Bogdan Pniewski, Nóż w plecy, czyli wspomnienia muzykantów, Novae Res
- Stanisław Raginiak, Moje Crow River, Wydawnictwo Horyzont Idei
- Andrzej Zubkowicz, W uchu pamięci, Oficyna Wydawnicza Retman

2020
- Tamara Bołdak-Janowska, Szczęście, Stowarzyszenie Pisarzy Polskich. Oddział Olsztyn
- Marcin Cielecki, Archipelag Lewiatana, Wydawnictwo JanKa
- Waldemar Kontewicz, Wilk którego karmisz, Polski Fundusz Wydawniczy w Kanadzie
- Wacław Sobaszek, Spiski życiowe, Stowarzyszenie Węgajty
- Łukasz Staniszewski, Małe Grozy, Wydawnictwo Literackie

2021
- Piotr Burczyk, Teraz, Wydawnictwo SIGNI
- Aleksandra Dobies, Uroczysko, Miejska Biblioteka Publiczna w Olsztynie
- Anna Maziuk, Instynkt. O wilkach w polskich lasach, Wydawnictwo Czarne
- Katarzyna Surmiak-Domańska, Czystka, Wydawnictwo Czarne
- Jakub Żulczyk, Informacja zwrotna, wyd. Świat Książki

2022
- Katarzyna Jackowska-Enemuo, Między światem a zaświatem, Wydawnictwo Albus
- Anna Liminowicz, Zamalowane okna, Wydawnictwo Dowody na Istnienie
- Michał Ostrowski, Młynarski. Światowe życie, Wydawnictwo Szelest
- Ishbel Szatrawska, Żywot i śmierć pana Hersha Libkina z Sacramento w stanie Kalifornia, Wydawnictwo Cyranka
- Jakub Świdziniewski, Bezlitosny jest chleb, Miejski Ośrodek Kultury w Olsztynie

2023
- Zbigniew Chojnowski, Co to to, wyd. Forma, Fundacja Literatury im. Henryka Berezy
- Anna Kamińska, Głośniej! Marek Jackowski. Historia twórcy Maanamu, Wydawnictwo Literackie
- Zbigniew Rokita, Odrzania. Podróż po Ziemiach Odzyskanych, wyd. Znak Literanova
- Ishbel Szatrawska, Toń, Wydawnictwo Cyranka
- Sylwia Zientek, Tylko one. Polska sztuka bez mężczyzn, wyd. Agora

2024
finaliści
- Eliza Kącka, Wczoraj byłaś zła na zielono, Wydawnictwo Karakter
- Bartosz Panek, Zboże rosło jak las: pamięć o pegeerach, Wydawnictwo Czarne
- Katarzyna Roman Rawska, Zaśnięcie Anisy. Opowieść o polskich starowierach, Wydawnictwo Czarne
- Erdmute Sobaszek, Tak, Wydawnictwo Fundacja Usługa dla Sztuki
- Sławomir Sochaj, Niedopolska. Nowe spojrzenie na Ziemie Odzyskane, wyd. Filtry

pozostałe nominacje
- Karolina Ćwiek Rogalska, Ziemie. Historie odzyskiwania i utraty, Wydawnictwo RN
- Bernadetta Darska, Małgorzata Szejnert. Szczegół, Wydawnictwo Uniwersytetu Łódzkiego
- Anna Dziewit-Meller, Juno, Wydawnictwo Literackie
- Anna Maziuk, Niedźwiedź szuka domu, Wydawnictwo Czarne
- Mateusz Parkasiewicz, Georgia, Wydawnictwo Fundacja Duży Format